# Vernagtferner
De Vernagtferner is een gletsjer in de Ötztaler Alpen in de Oostenrijkse deelstaat Tirol. De gletsjer strekt zich thans uit over een oppervlakte van, afhankelijk van de gebruikte bron, 8,17 km² tot 8,9 km². Daarmee is het een van de grotere gletsjers in de Oostelijke Alpen. Vroeger werd er nog een onderscheid gemaakt tussen de Großer en de Kleiner Vernagtferner, waarbij het oostelijke deel onder de top van de Hinterer Brochkogel als Kleiner Vernagtferner werd aangeduid. Deze Kleiner Vernagtferner, die op veel kaarten nog steeds is ingetekend, is door het langzaam terugtrekken van de gletsjers inmiddels geheel verdwenen.
De Vernagtferner is een van de best gedocumenteerde gletsjers in de Oostelijke Alpen. De reden hiervoor zijn de vele gletsjermeerdoorbraken, die in de 16e tot en met de 19e eeuw erg gevreesd waren in het Ötztal.

## Ligging en vorm
De Vernagtferner bevindt zich ten noorden van het Rofental, een verlenging van het Venter Tal, dat op zijn beurt weer een zijdal van het Ötztal is. De gletsjer ligt aan de noordelijke rand van de hoofdkam van de Alpen, midden in de Ötztaler Alpen, iets ten westen van de Wildspitze, de hoogste berg van Noord-Tirol. De Vernagtferner wordt omringd door de toppen van de Schwarzwandspitze, de Hochvernagtspitze, de Petersenspitze, de Vorderer en de Hinterer Brochkogel, allen bergtoppen behorend tot de Weißkam. De Vernagtferner voedt de Vernagtbach, die na enkele kilometers uitmondt in de Rofenache. Via de Venter Ache, de Ötztaler Ache, de Inn en de Donau stroomt het water uiteindelijk naar de Zwarte Zee.
De vorm van de thans tussen 2780 meter en 3620 meter hoogte gelegen Vernagtferner onderscheidt zich van typische alpiene dalgletsjers, zoals de naburige Hintereisferner of Kesselwandferner. Een wijduiteenlopend, uit meerdere grote, vlakke kaartroggen samengesteld gletsjergebied, met grootschalige naar het zuiden neigende afvlakkingen in het midden en een korte brede gletsjertong met daarnaast nog enkele kleinere tonguiteinden karakteriseren deze gletsjer.

## Geschiedenis

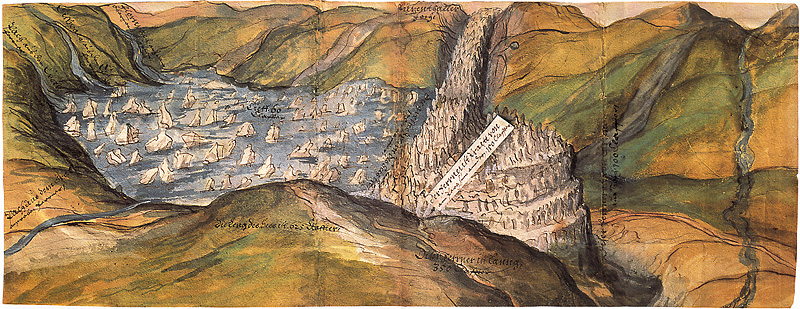
Aquareltekening Eissee hinter Roven, 1601, origineel in het Tiroler Landesmuseum, Innsbruck

De Vernagtferner behoort samen met de naburige Hintereisferner tot de vroegst onderzochte gletsjers ter wereld. De belangrijkste reden hiervoor is dat de vroeger sterk verscheurde Vernagtferner samen met de Guslarferner reikte tot in het Rofener Tal en daar aan de tegenoverliggende rotszijde het water van de Rofener Ache opstuwde. Achter de zo ontstane ijsdam vormde zich een natuurlijk ijsstuwmeer met een lengte van anderhalf kilometer, de zogenaamde Rofener Eissee. Meestal leverde dit geen enkel probleem op en stroomde het water bij het smelten van de sneeuw over de top van de dam. Meerdere malen zocht het water echter zijn uitweg onder het ijs door, waardoor de ijsdam verzwakte en het water de dam uiteindelijk doorbrak, waardoor een vloedgolf het Venter Tal en het Ötztal verwoestte en zelfs in het Inndal nog tot overstromingen leidde.

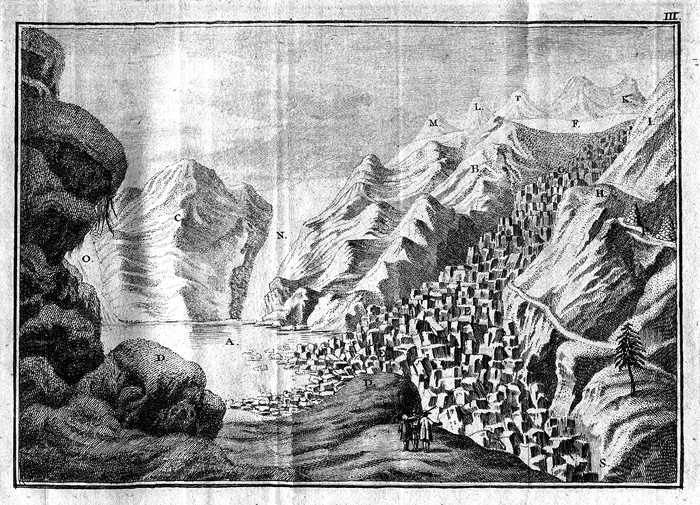
De Rofener Eissee op 16 augustus 1772, kopergravure, afbeelding in Nachrichten von den Eisbergen im Tyrol uit 1773 van Joseph Walcher

De linker afbeelding van de Rofener Eissee is de oudst bekende voorstelling van een alpiene gletsjer. De afbeelding werd gemaakt in het kader van informatieverschaffing, die in juli 1601 werd verleend op initiatief van de Tiroolse autoriteiten, om te voorkomen dat het Ötztal en vooral het Inndal schade zouden lijden. Weergegeven wordt de opgestuwde Rofener Eissee, zoals deze er toentertijd op een hoogte van 2260 meter boven de zeespiegel uit moet hebben gezien. Het ijsmeer mat toen 1,7 bij 0,4 kilometer en bevatte rond elf miljoen kubieke meter water. Alhoewel de afbeelding een enigszins fantasierijk landschap laat zien, zijn enkele details, zoals de in de zee ronddrijvende ijsbergen, correct weergegeven.
Reeds in de winter van 1599 werd melding gemaakt van een dreigende uitbraak van de Rofener Eissee. De eerder genoemde uitbraken van het ijsmeer met rampzalige gevolgen vonden plaats op 20 juli 1600, op 16 juli 1678, op 14 juni 1680, in 1771, op 15 juli 1775, op 23 juni 1778, op 20 januari 1780, op 14 juni 1845, op 18 mei 1847 en op 13 juni 1848. In juni 1679 en juli 1773 liep het ijsmeer leeg zonder daarbij grote verwoestingen aan te richten.,,, De uitbraken zijn goed beschreven in de gemeentekroniek van de Ötztaler gemeente Längenfeld. Zo zorgden de overstromingen na de uitbraak van 1680 voor oogstderving, waardoor velen overleden als gevolg van hongersnood. Bovendien leidde de ontstane vertwijfeling en machteloosheid tot een verbitterde heksenvervolging, waarbij vele onschuldigen het leven lieten.

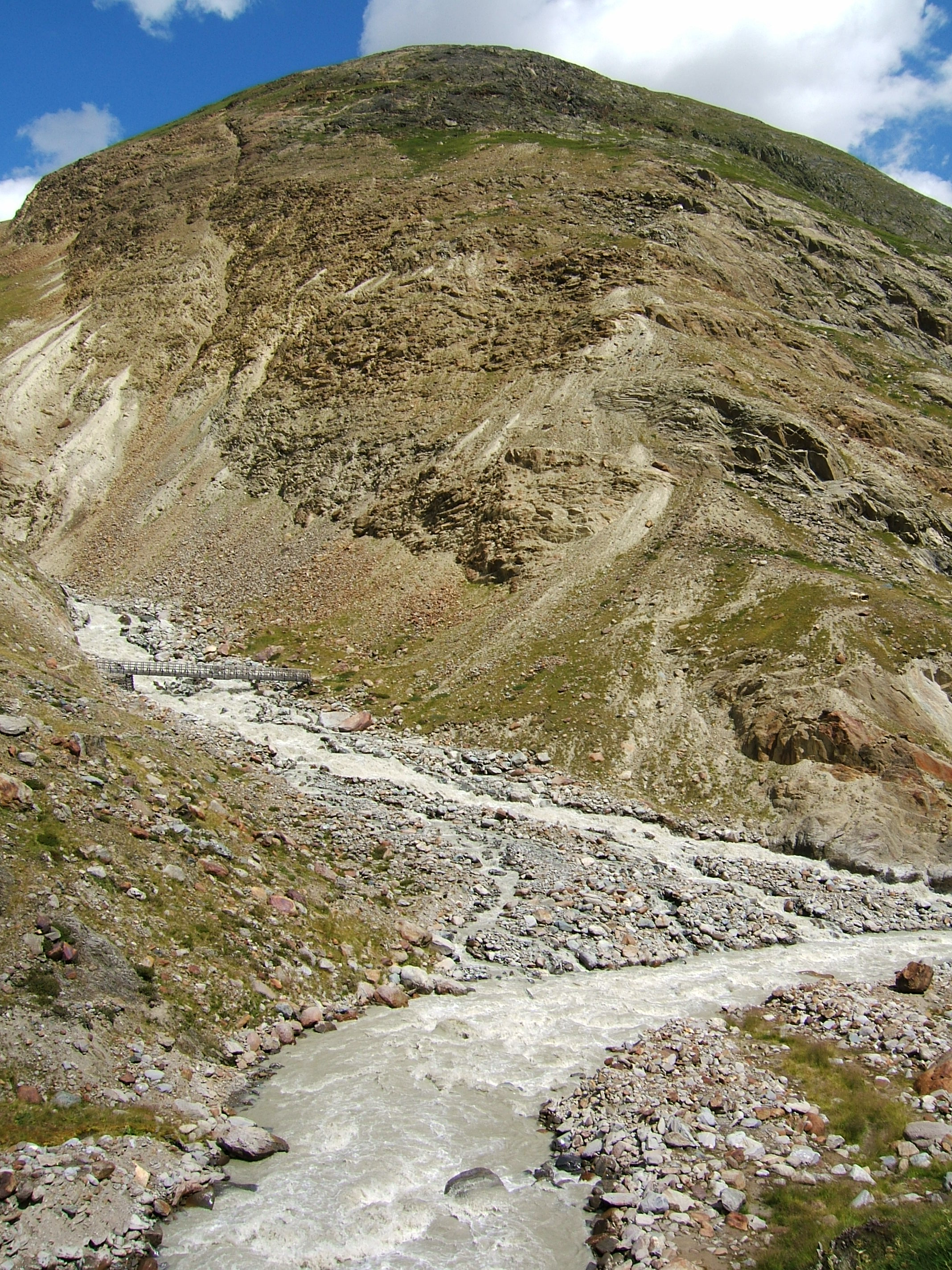
De Rofenache (voor) en de Vernagtbach tegenwoordig

Dergelijke rampen zorgden er ook voor dat de gletsjer in het Ötztal al lang in de gaten werden gehouden alvorens er wetenschappelijke glaciologie plaatsvond. Een jaar na de uitbraak in 1771 bezocht de uit Wenen afkomstige wiskunde professor Joseph Walcher de Vernagtferner en schreef met Nachrichten von den Eisbergen im Tyrol (1773) de eerste verhandeling over een Ötztaler gletsjer. Ook hierna vormden gletsjers in het Ötztal en de Vernagtferner in het bijzonder de belangrijkste bron voor de basiskennis der glaciologie. Als standaardwerken voor de techniek van gletsjeropmeting worden nog altijd de uit 1895, stammende werken van Sebastiaan Finsterwalder, die zich als professor aan de technische hogeschool van München wijdde aan de glaciologie, gebruikt. Deze werken bevatten nog immer geldende denkbeelden over de wetmatigheden van de beweging van gletsjers.
De laatste keer dat de Vernagtferner de bewoonde wereld dreigde binnen te dringen vond plaats tussen 1897 en 1902. Hierbij bereikte de gletsjer weliswaar het Rofental niet meer, maar de stroomsnelheid van het ijs nam van 20 meter per jaar toe tot 300 meter per jaar.
Sinds 1965 staan de onderzoeken naar de Vernagtferner onder beheer van de Commissie voor Glaciologie van de Beierse Academie der Wetenschappen in München. Met de plaatsing van een afvloedmeetsysteem bij de Vernagtbach en de bouw van een onderzoeksstation daarbij in 1973 werden het onderzoek naar de Vernagtferner fors uitgebreid. Met name het vraagstuk over de waterhuishouding in vergletsjerde stroomgebied werd hier intensief onderzocht.

## Huidige ontwikkeling

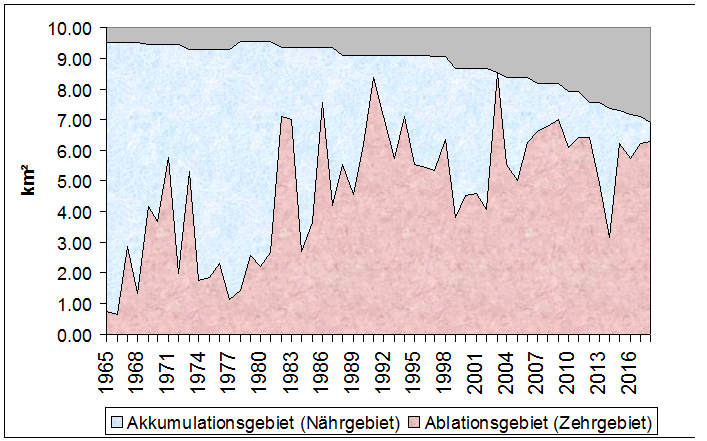
Oppervlakte sinds 1965

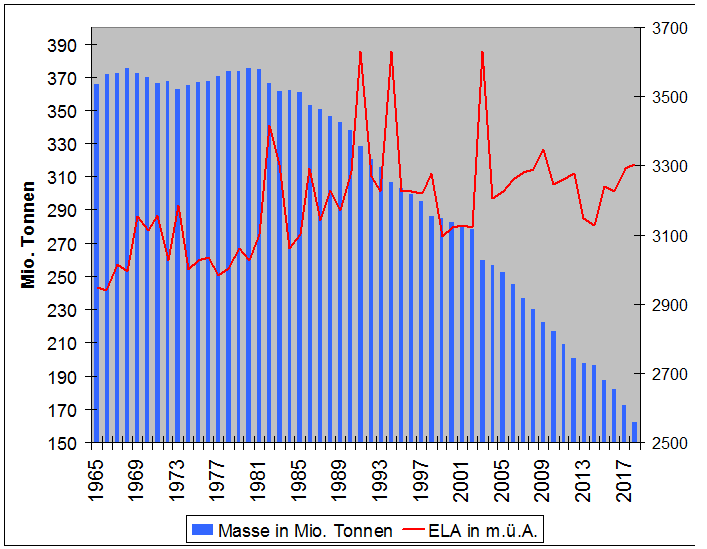
Omvang en evenwichtslijnen (ELA) sinds 1965

Tegenwoordig eindigt de Vernagtferner 680 meter boven het Rofental en is derhalve meer dan vier kilometer hiervan verwijderd. Het gevaar van stuwing van de Rofenache door een ijsdam doet zich derhalve al geruime tijd niet meer voor. De hoeveelheid water die afkomstig is van de gletsjer is echter sterk verhoogd. Door grotere schommelingen in de waterafgifte ontstaan soms gevaarlijke vloedgolven, zoals in de zomers van 1987 en 1998. Belangrijkste oorzaak hiervoor kan worden gezocht in het feit dat de gletsjer door verlies van gletsjervorm niet langer in staat is het smeltwater op te stuwen en de afvloed over meerdere dagen of weken te spreiden.
In de hiernaast staande diagrammen zijn de data van de ontwikkeling van de Vernagtferner weergegeven, die door de Commissie voor Glaciologie van de BAdW sinds 1965 zijn vastgesteld. De bovenste afbeelding laat de oppervlakte van de gletsjer zien, waarbij slink- en groeigebieden met verschillende kleuren zijn aangegeven. De ontwikkeling van de totale omvang staat weergegeven in de onderste afbeelding, waarbij ook de hoogte van de evenwichtslijnen ingetekend zijn (ELA, Eqilibrium Line Altitude). Deze evenwichtslijnen geven de gemiddelde massa van het desbetreffende jaar weer.
Te zien is dat de gletsjer, na een lichte groeifase halverwege de jaren 70 sinds het begin van de jaren 80 voortdurend aan omvang verloren heeft. In het laatste jaar was alleen de zomer van 1999 gletsjervriendelijk; de gletsjer nam in dat jaar nagenoeg niet in omvang af. Inmiddels is de grootste afname van de gletsjer niet te zien aan de oppervlakte, maar aan de dikte van de ijslaag.
In de zomers van 2003 en 2006 heeft de Vernagtferner opnieuw ernstige verliezen geleden qua oppervlakte en ijsdikte. De gletsjerafname van 2003 was groter dan ooit eerder was gezien sinds het begin van het onderzoek naar de Vernagtferner. Op alle plekken trok de gletsjer zich terug. De relatief koude zomers van 2004 en 2005 konden niet zorgen voor de gehoopte groei of in ieder geval evenwicht in de grootte van de gletsjer.

## Prognose
De in de afgelopen jaren bovenmatige verliezen in grootte van de Vernagtferner zijn volgens huidige inzichten niet alleen terug te voeren op het veranderende klimaat, maar ook op karakteristieke gletsjerbewegingen. Grootste probleem daarbij is dat de voor de aanmaak van nieuw gletsjerijs noodzakelijke gletsjerbouw in de loop der jaren grotendeels verloren is gegaan. Om deze weer op te bouwen en daarmee gletsjergroei te bewerkstelligen, zou een langer durende periode met koel en vochtig weer nodig zijn.
Zonder een dergelijke ingrijpende klimaatverandering in de komende decennia zal de Vernagtferner zich gelijk de Schneeferner op de Zugspitze steeds verder terugtrekken om uiteindelijk geheel te verdwijnen en een morenelandschap achter te laten.
Als gevolg van het wegsmelten van de Vernagtferner zal ook de rest van het landschap veranderen. De ijsmassa's van de gletsjer hebben tijdenlang de rotsen in de bergkammen ondersteund en het ontdooien van de ondergrond verhinderd. De stabiliteit in het gebied rondom de gletsjer zal verloren gaan en allerlei vormen van erosie met zich meebrengen.

## Alpinisime

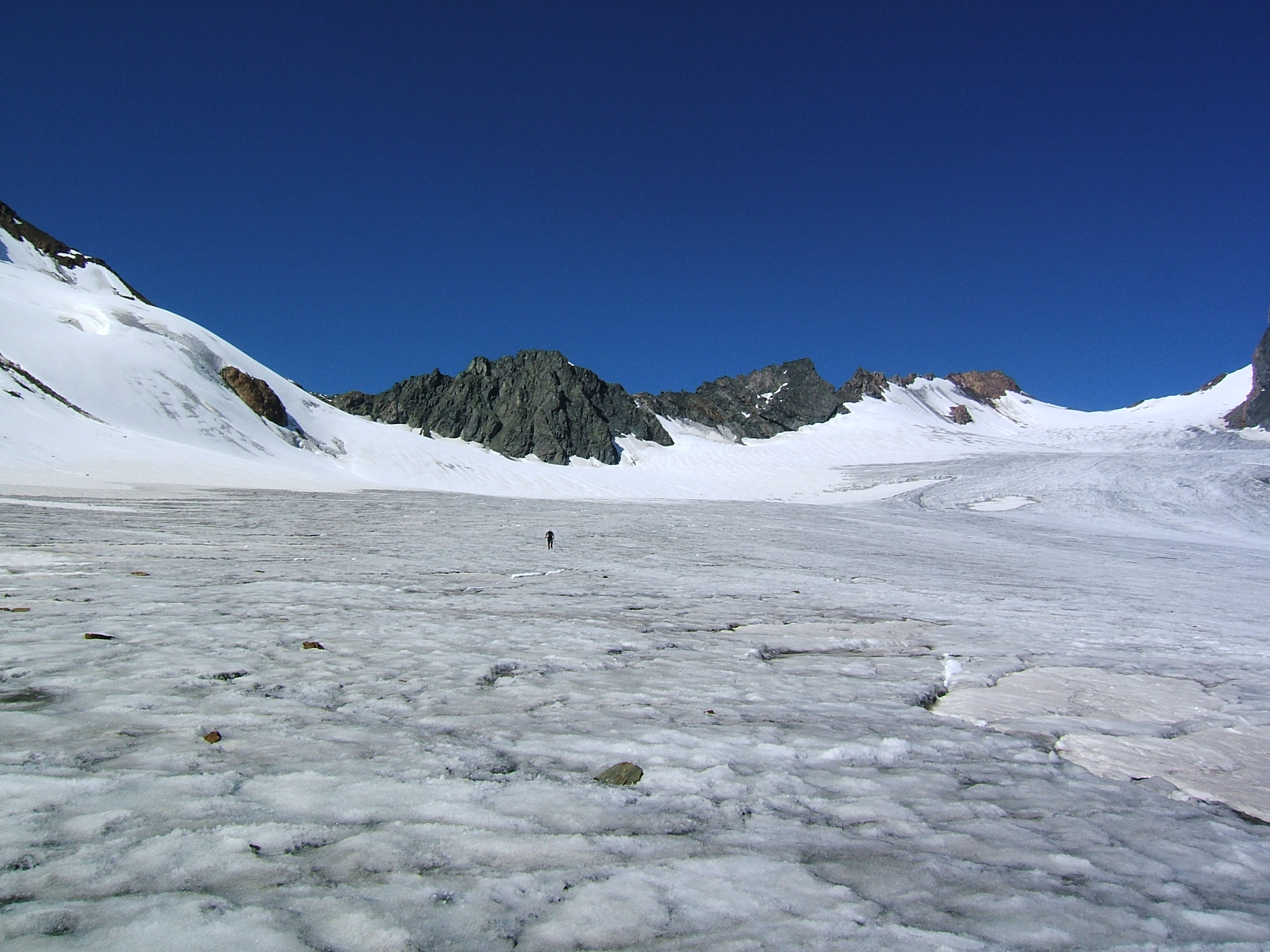
Het sneeuwvrije deel van de Vernagtferner

Het uitgangspunt voor een tocht over de Vernagtferner wordt meestal gevormd door de Vernagthütte. De daarbij meest ondernomen tocht is die over de Brochkogeljoch naar de Wildspitze. Omdat deze tocht echter vier en een half uur duurt en er tegenwoordig veel kortere tochten naar de top van de Wildspitze voeren, wordt deze tocht maar zelden gemaakt.
Een andere tocht die regelmatig wordt gemaakt is de vier uur durende tocht naar de top van de Hochvernagtspitze met een overgang over de Taschachjoch en de Taschachferner naar het Taschachhaus, waarbij over delen van de Vernagtferner wordt getrokken.